# Marcos Croce
Marcos Croce (6 març 1894 – 10 de juliol 1978) va ser un futbolista argentí que jugava com a porter.
El seu debut futbolístic va tenir lloc a Alumni per després ser transferit el 1917 a un dels clubs més grans de l'Argentina, Racing. En aquest club seria on Marcos tindria els millors moments de la seva carrera assolint 10 títols i aconseguint tenir en seu poder el rècord de porteria imbatuda amb 1.077 minuts (millor de la història de Racing). Després del seu trajecte a "La Academia" aniria a Sportivo Palermo on finalment es retiraria. El 10 de juliol de 1978 moriria als 84 anys.
Fou internacional amb la selecció argentina.

## Palmarès

### Títols Nacionals
| N° | Título           | Club        | País      | Año  |
| -- | ---------------- | ----------- | --------- | ---- |
| 1  | Primera División | Racing Club | Argentina | 1917 |
| 2  | Primera División | Racing Club | Argentina | 1918 |
| 3  | Primera División | Racing Club | Argentina | 1919 |
| 4  | Primera División | Racing Club | Argentina | 1921 |
| 5  | Primera División | Racing Club | Argentina | 1925 |
| 1  | Copa Ibarguren   | Racing Club | Argentina | 1916 |
| 2  | Copa Ibarguren   | Racing Club | Argentina | 1917 |
| 3  | Copa Ibarguren   | Racing Club | Argentina | 1918 |

### Títols Internacionals
| N° | Título     | Club        | País      | Año  |
| -- | ---------- | ----------- | --------- | ---- |
| 1  | Copa Aldao | Racing Club | Argentina | 1917 |
| 2  | Copa Aldao | Racing Club | Argentina | 1918 |